# Oshan Z6
L'Oshan Z6 est un crossover 5 places de taille moyenne produit par Chang'an Automobile sous la marque Oshan. Lancé mi-2022, Chang'an vend initialement l'Oshan Z6 uniquement en Chine et aux Émirats arabes unis.

## Aperçu
L'Oshan Z6 a fait ses débuts en mars 2022 et devrait être mis en vente sur le marché chinois vers mi-2022. L'Oshan Z6 a été commercialisé sous la marque Oshan, la marque haut de gamme abordable de Changan, une sous-marque qui se concentre sur la construction de véhicules de tourisme.

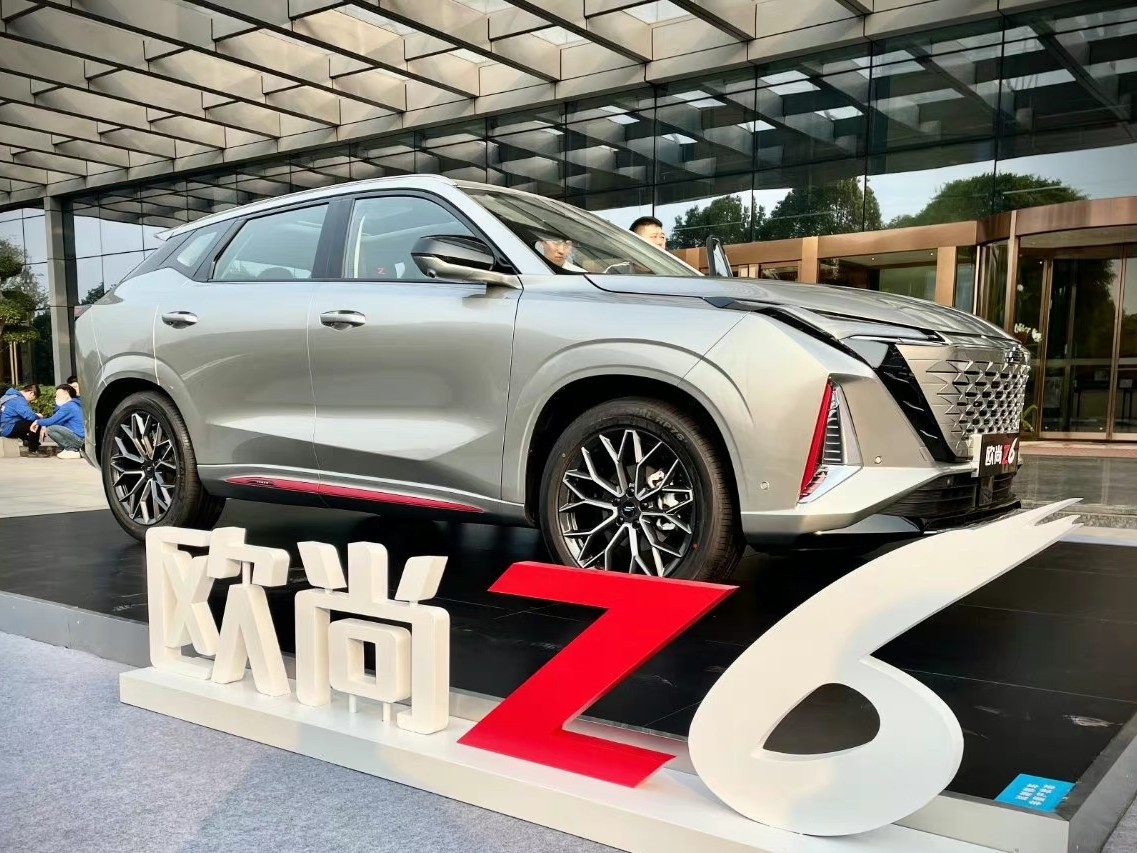
Oshan Z6
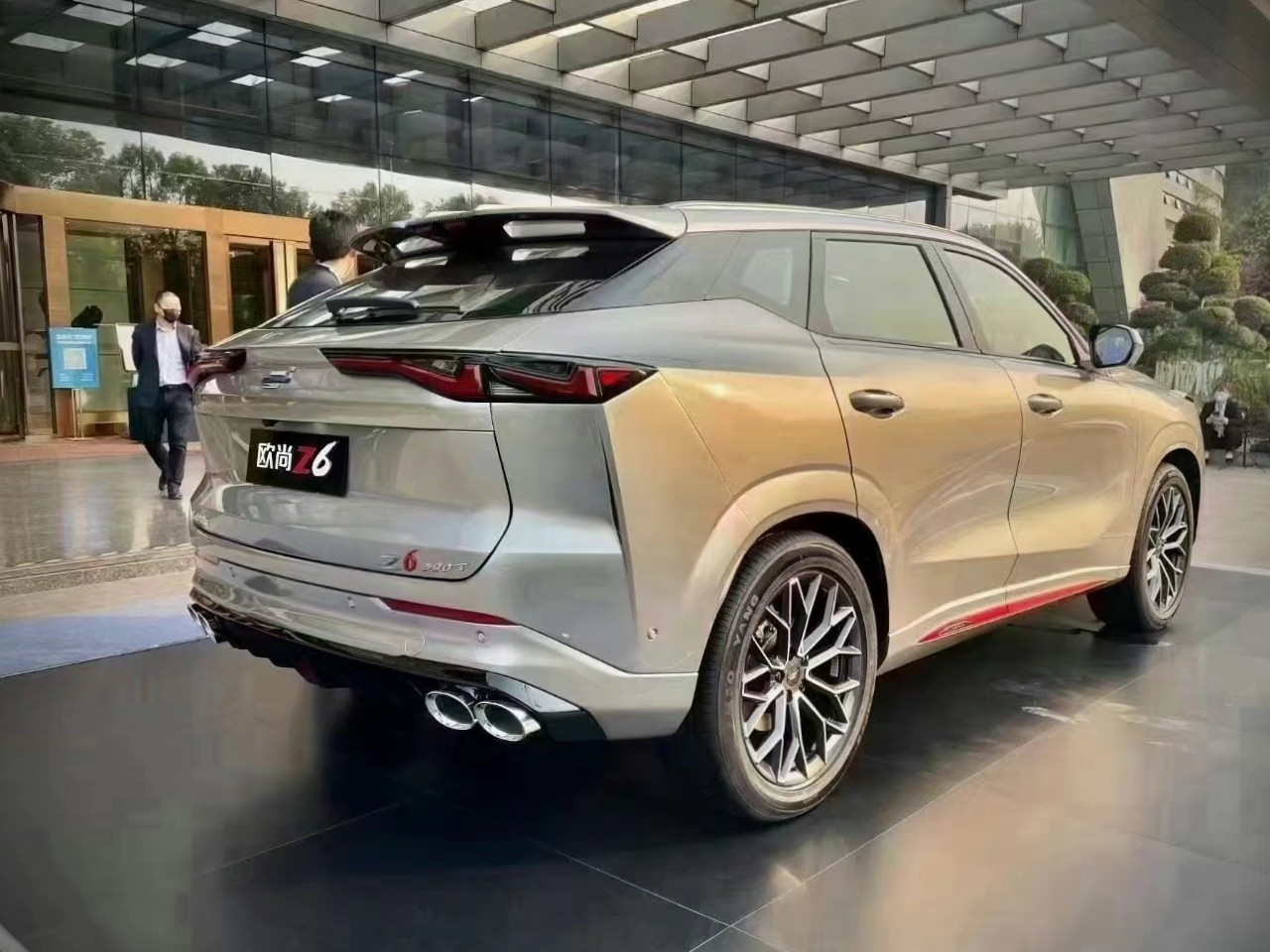
Oshan Z6 (arrière)
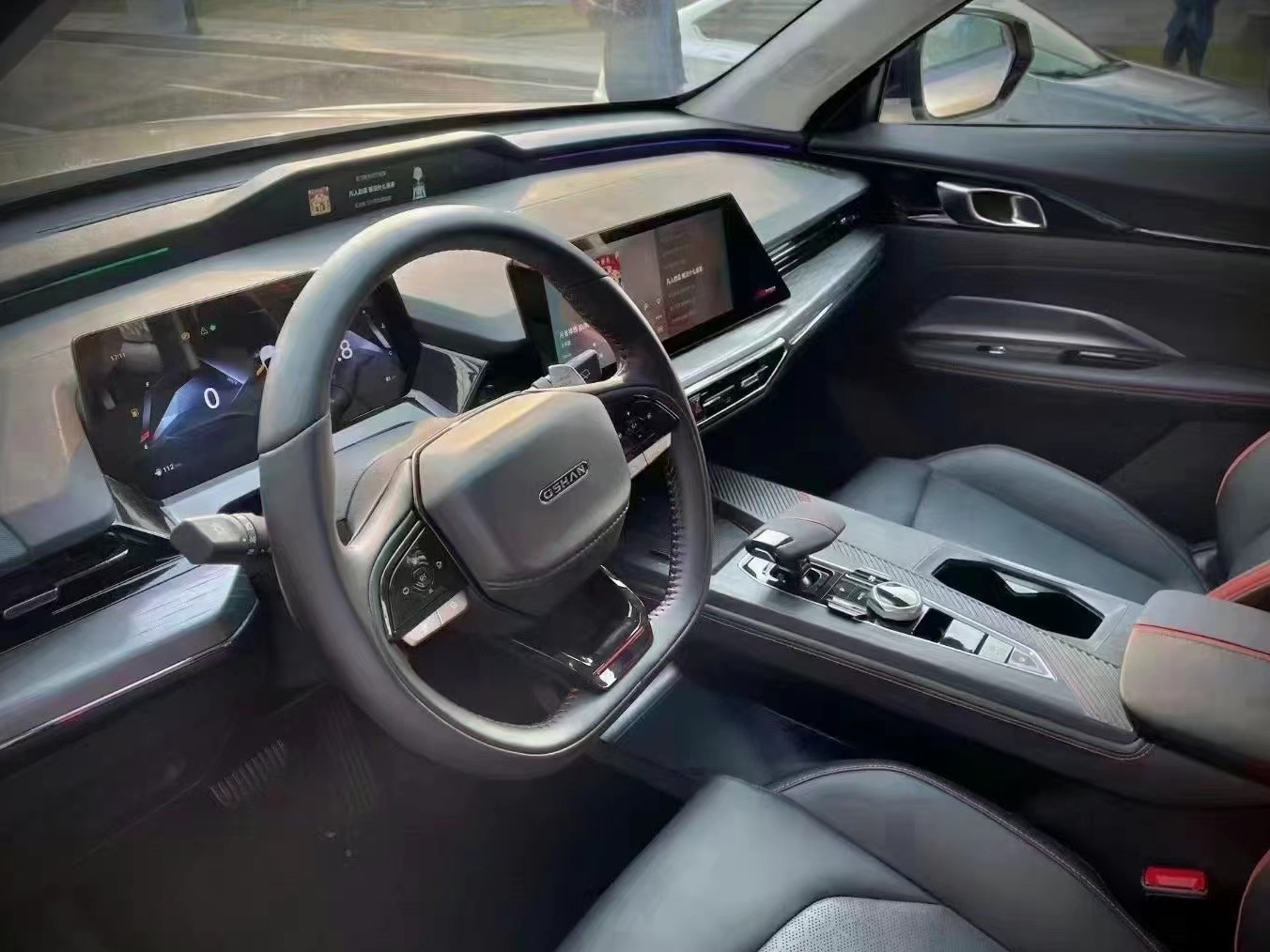
Oshan Z6, intérieur

### Intérieur et technologie
L'intérieur de l'Oshan Z6 comporte trois écrans. Le tableau de bord de 10,25 pouces est doté de la technologie 3D et l'écran tactile central mesure 12,3 pouces et il a une forme inégale. Le troisième écran de 9,1 pouces de diamètre sert principalement à la navigation. La configuration à trois écrans est standard sur toute la gamme et pour les niveaux de finition haut de gammes, un affichage tête haute à réalité augmentée est ajouté. Le système d'infodivertissement est associé au système OnStyle 5.0 avec karaoké sans microphone et reconnaissance vocale, permettant aux conducteurs de lier leur voix à différents réglages. L'Oshan Z6 dispose également du système d'aide à la conduite EaglePilot7.0 avec 12 radars, 3 radars à ondes millimétriques et 5 caméras. Le système permet à l’Oshan Z6 de se garer et d'aider le conducteur sur la route.

### Groupe motopropulseur
L'Oshan Z6 est disponible en deux versions essence et une version PHEV supplémentaire. La version de base du Z6 est propulsée par un moteur essence turbocompressé de 1,5 litre développant 188 ch (140 kW; 191 PS) et 300 N⋅m de couple. Le niveau de finition haut de gamme est équipé d'un moteur essence turbocompressé de 2,0 litres développant 233 ch (174 kW; 236 PS) et 390 N⋅m de couple. La version PHEV est équipée d'un moteur de 1,5 litre avec un moteur électrique de 85 kilowatts (114 ch; 116 PS) qui produit un total combiné de 282 ch (210 kW; 286 PS) et 585 N⋅m de couple. Tous les groupes motopropulseurs sont couplés à une transmission à double embrayage à 7 rapports,.